# Gamaches-en-Vexin

Gamaches-en-Vexin este o comună în departamentul Eure, Franța. În 1 ianuarie 2022 avea o populație de 290 de locuitori.